# Łobuszna
Łobuszna (ukr. Лобушна) – przystanek kolejowy w miejscowości Ołeksandriwka, w rejonie podolskim, w obwodzie odeskim, na Ukrainie. Położony jest na linii Żmerynka – Odessa.

## Historia
Przystanek powstał w XIX w. na kolei odesko-kijowskiej, pomiędzy stacjami Abamielikowo i Kodyma.